# Relações entre Brasil e Namíbia

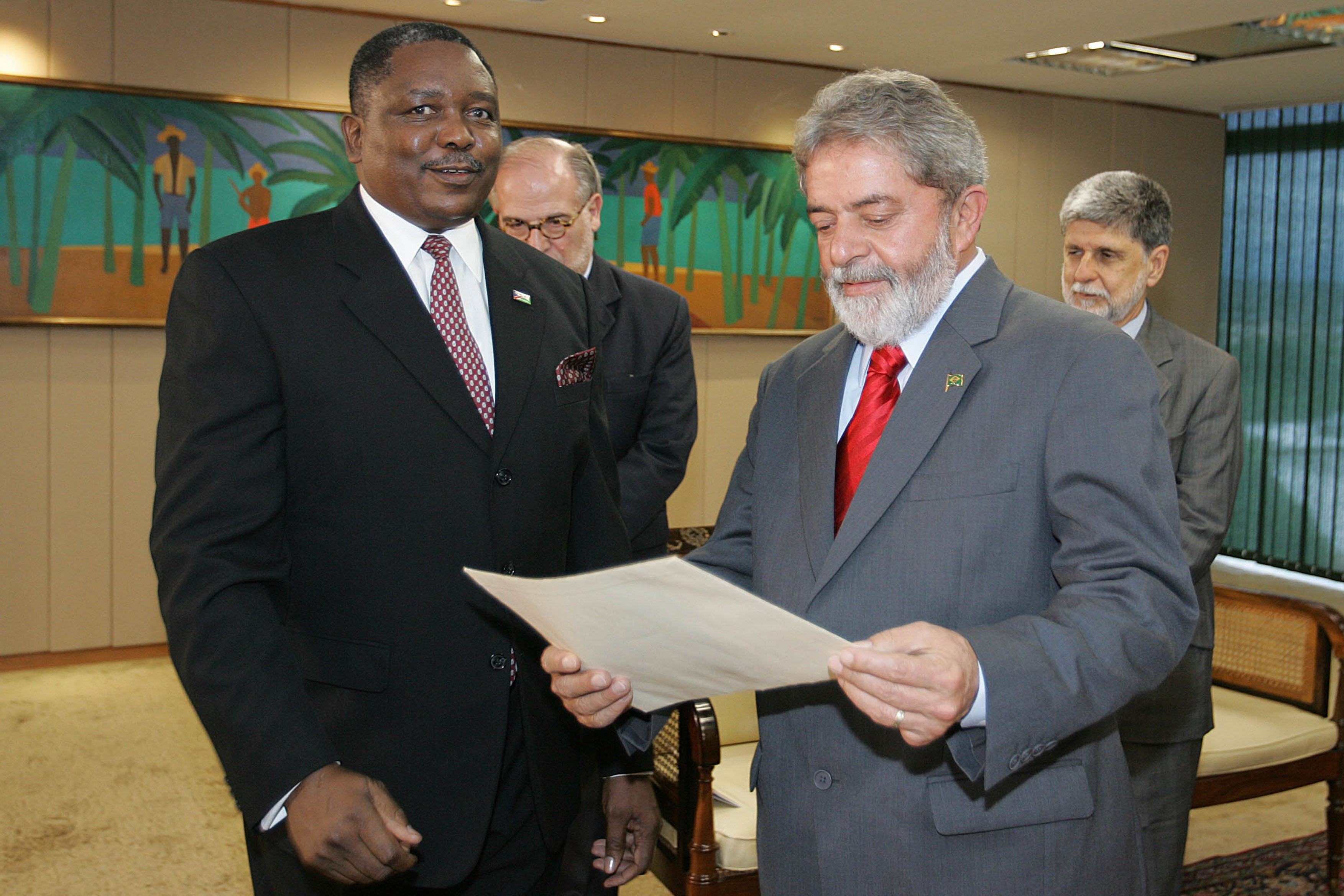
Lula recebendo Hopelong Ushona, então novo embaixador da Namíbia no Brasil. Novembro de 2006.

As relações entre Brasil e Namíbia são as relações diplomáticas estabelecidas entre a República Federativa do Brasil e a República da Namíbia. O Brasil possui uma embaixada em Windhoek e a Namíbia possui uma embaixada em Brasília. 

## História
Desde os anos 80 o Estado brasileiro estabeleceu relações com os namibianos, à época sob domínio do regime de apartheid da África do Sul. Nessa época o governo brasileiro iniciou contatos com a Organização do Povo do Sudoeste Africano (mais conhecido pela sigla em inglês: South West Africa People's Organization, SWAPO), movimento que liderou a guerra pela independência. O Brasil apoiou essa aspiração do povo namibiano, estabelecendo um escritório em Windhoek e apoiando os esforços da SWAPO nas Nações Unidas. Em 1987, Sam Nujoma, principal líder do movimento, visitou José Sarney, então presidente do Brasil.
Com a independência da Namíbia, em 1990, as relações diplomáticas se estabeleceram formalmente, e no ano seguinte o presidente Fernando Collor fez uma visita oficial ao país africano. Ao longo da década as relações se aprofundaram, destacando-se a assinatura de dois acordos: o Acordo de Cooperação Naval, em 1994 e o Acordo Básico de Cooperação Técnica, em 1995. Ainda naquele ano o presidente Sam Nujoma realizou uma visita a Brasília, passando também por São Paulo, Rio de Janeiro e Salvador. Em 1999 ele voltaria a visitar a capital em viagem oficial.
A década de 2000 viu a abertura da Embaixada da Namíbia em Brasília, em 2003, bem como as visitas do então chanceler Celso Amorim, em maio daquele ano e do presidente Lula, em novembro. Autoridades da Namíbia realizaram visitas ao Brasil em 2008, 2009 e 2012, esta última uma visita oficial do chanceler Utoni Nujoma, em retribuição à visita do chanceler brasileiro Antonio Patriota feita em 2011. Em maio de 2017 o então chanceler Aloysio Nunes realizou uma visita à Namíbia, como parte de uma viagem as nações do sul da África.
Em outubro de 2023, Jean Paul Prates, presidente da Petrobras, declarou a intenção da companhia de participar da compra de blocos de petróleo na Namíbia.
Além da cooperação técnica, com destaque para a agricultura, outro aspecto importante das relações entre o Brasil e a Namíbia é a cooperação que ambos países tem entre suas Marinhas desde 1994, em especial através do trabalho do Grupo de Apoio Técnico de Fuzileiros Navais na Namíbia (GAT-FN). Além de continuar a manter assessoria técnica, o Brasil ofereceu treinamento à oficiais daquele país (cerca de 400, de 2005 a 2013), ajudou na formação de soldados e cabos, assistiu na criação de um grupo de operações especiais na Marinha namibiana e realiza exercícios militares em conjunto com as forças navais da nação africana. Desde 2014, também há cooperação similar com o Exército brasileiro, envolvendo treinamento de oficiais namibianos no Brasil e envio de instrutores ao país africano.

## Visitas Oficiais
De autoridades brasileiras à Namíbia
- Presidente Fernando Collor de Mello (1991)
- Chanceler Celso Amorim (2003)
- Presidente Luiz Inácio Lula da Silva (2003)
- Vice-Presidente José Alencar (2005)
- Chanceler Antonio Patriota (2011)[1]
- Chanceler Aloysio Nunes (2017)[2]

De autoridades namibianas ao Brasil
- Chanceler Theo-Ben Gurirab (1995)
- Presidente Sam Nujoma (1995, 1999, 2004)
- Chanceler Marco Hausiku (2008)
- Presidente Hifikepunye Pohamba (2009)
- Chanceler Utoni Nujoma (2012)[1]

## Acordos Bilaterais
- Acordo Básico de Cooperação Técnica (celebrado em 03/1995, entrou em vigor em 09/1998)
- Acordo de Cooperação Cultural e Educacional (celebrado em 03/1995, entrou em vigor em 10/1998)
- Acordo sobre Cooperação Naval (celebrado em 12/2001, entrou em vigor em 07/2003)
- Acordo sobre Cooperação no Domínio da Defesa (celebrado em 06/2009, aprovado pelo Congresso brasileiro em julho de 2011, aguarda promulgação). [1]

## Missões Diplomáticas

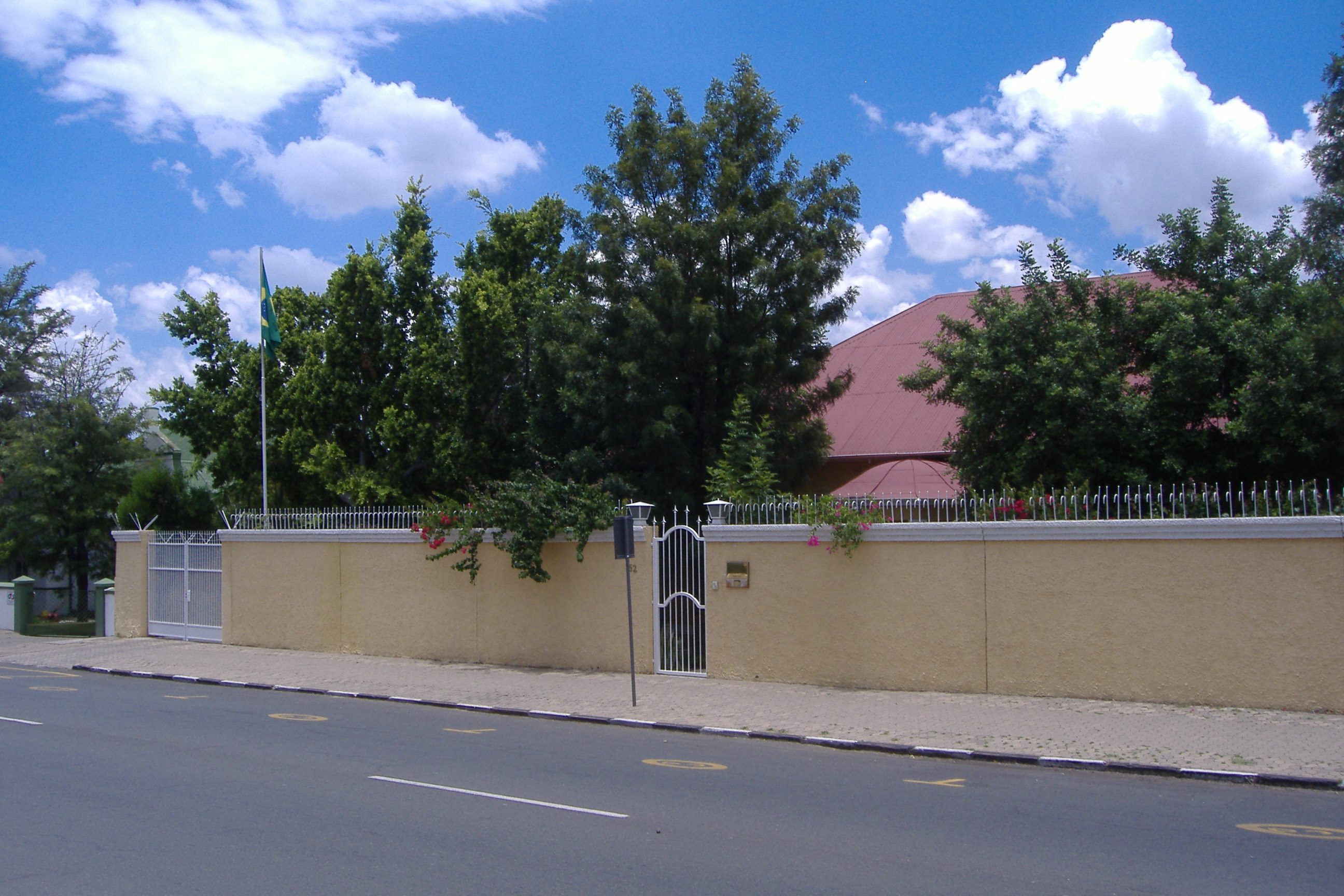
Embaixada do Brasil em Windhoek.

O Brasil mantém uma Embaixada em Windhoek desde 1990. A Namíbia estabeleceu uma Embaixada em Brasília em 2003. A mesma também é acreditada para representar essa nação perante os governos de Argentina, Bolívia, Chile, Colômbia, Equador, Paraguai, Peru, Suriname e Uruguai.